# Lake Miccosukee
Lake Miccosukee ist ein großer, flacher und teilweise sumpfiger See im US-Bundesstaat Florida im Südosten der Vereinigten Staaten. 
Der See liegt rund 5 km westlich von Monticello und befindet sich auf dem Gebiet des Jefferson County. Lediglich das westliche Ufer gehört zum Leon County. Seine Nord-Süd-Ausdehnung liegt in der Größenordnung von 10 Kilometern. Im Nordosten und im Süden ist der See weniger als zwei, im Mittelteil mehrere Kilometer breit.
Der Wasserstand wird von einer aktiven Doline am nördlichen Ende des Sees beeinflusst, die Wasserhöhe zeigt den jeweils aktuellen Grundwasserspiegel des Florida Aquifer an, da die Doline bis in die grundwasserführenden Schichten reicht. Unterirdisch ist der See mit dem St. Marks River verbunden. Der Name des Sees wird den amerikanischen Ureinwohnern zugeschrieben, den Miccosukee, die an seinen Ufern lebten. Ebenso wurde das Seeufer von den Apalachee besiedelt. 
Heute wird der See als Erholungsgebiet genutzt, insbesondere für die Jagd auf Wasservögel. Eine seltene, nur an drei Standorten vorkommende Pflanze, die „Miccosukee Gooseberry“ (Ribes echinellum) kommt an zwei Orten am Lake Miccosukee vor. 